# Turrieiro
El Turrieiro es una cumbre de la Serra da Enciña da Lastra, entre la comarca de Valdeorras (provincia de Orense) y El Bierzo (provincia de León). Con una altura de 1612 m s. n. m., es la cuarta montaña más alta de Galicia. Sirve de frontera entre los municipios de Vilamartín de Valdeorras (al suroeste), Rubiá (al sureste) y Oencia (al norte).

## Punto de partida
- A Garbanceira